# Prix IZA de l'économie du travail
Pour les articles homonymes, voir IZA.

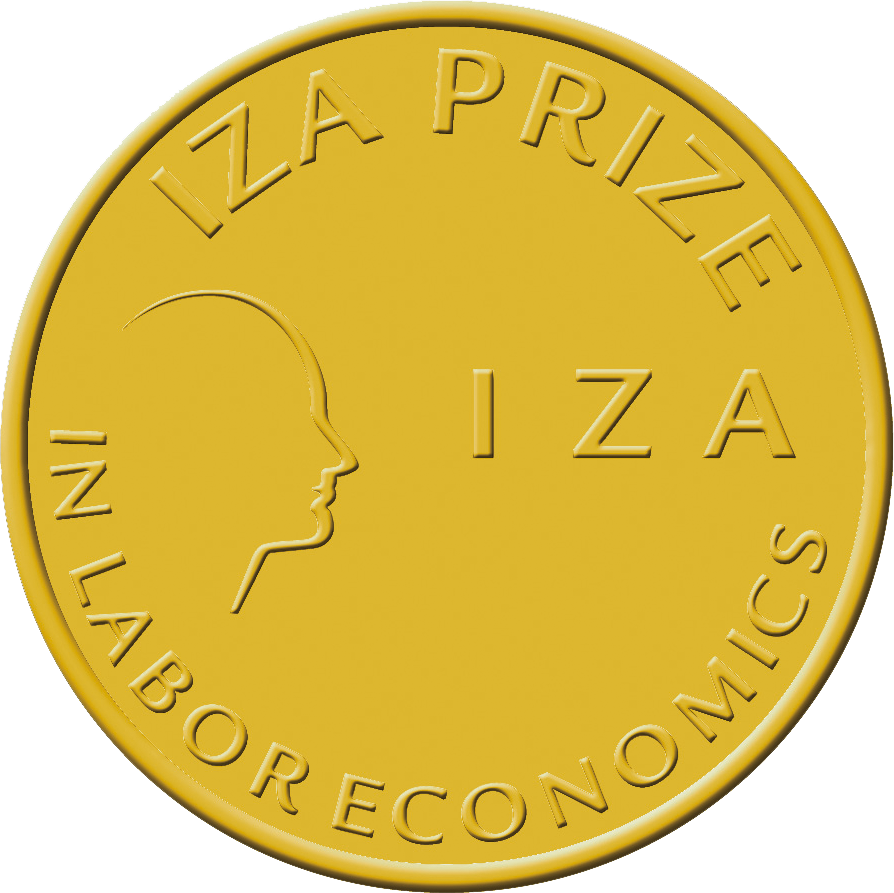
Médaille du prix IZA de l'économie du travail.

L'Institut pour l'étude du travail ou Institut de l'économie du travail (Institute for the Study of Labor or Institute of Labor Economics) décerne chaque année un prix pour des résultats académiques exceptionnels dans le domaine de l'économie du travail. De son origine à 2002, il est décerné annuellement. À partir de 2016, il est décerné tous les deux ans.
Le prix IZA est un prestigieux prix scientifique international. Il est le seul prix attribué exclusivement aux économistes du travail et est considéré comme le prix le plus important en économie du travail dans le monde entier.
Ce prix est décerné selon un processus de nomination et décidé par le comité du prix IZA, composé d'économistes du travail de renommée internationale. Depuis la création du prix, quatre lauréats du prix Nobel d'économie (George Akerlof, Gary Becker, James Heckman et Joseph Stiglitz) ont été membres du comité des prix. Le comité est coordonné par Daniel S. Hamermesh. Les membres actuels du comité, outre Hamermesh, sont : Francine D. Blau (université Cornell), Richard Blundell (université de Londres), George Borjas (université Harvard), David Card (université de Californie à Berkeley) et Shelly Lundberg (université de Californie), Santa Barbara).
Le prestige des économistes va au-delà du milieu académique. En effet, les anciens lauréats du prix IZA comprennent un certain nombre d'économistes du travail influents qui sont actifs dans le conseil politique. Par exemple, Edward Lazear était le président du conseil des conseillers économiques sous le président George W. Bush. Alan Krueger a été nommé pour le même poste par le président Barack Obama.
Par ailleurs, dans le cadre de ce prix, tous les lauréats du prix IZA contribuent à un ouvrage donnant un aperçu de leurs conclusions les plus significatives à la série IZA Prize in Labour Economics, publiée par Oxford University Press.

## Lauréats du prix
| Année | Lauréat(s)                            | Affiliation                                                 | Book title                                                                  |
| ----- | ------------------------------------- | ----------------------------------------------------------- | --------------------------------------------------------------------------- |
| 2002  | Jacob Mincer                          | Université Columbia                                         | The Founding Father of Modern Labor Economics                               |
| 2003  | Orley Ashenfelter                     | Université de Princeton                                     | Labor Policy Evaluation and the Design of Natural Experiments (forthcoming) |
| 2004  | Edward Lazear                         | Université Stanford                                         | Inside the Firm: Contributions to Personnel Economics                       |
| 2005  | Dale Mortensen Christopher Pissarides | Université Northwestern London School of Economics          | Job Matching, Wage Dispersion, and Unemployment                             |
| 2006  | David Card Alan Krueger               | Université de Californie à Berkeley Université de Princeton | Wages, School Quality, and Employment Demand                                |
| 2007  | Richard B. Freeman                    | Université Harvard et London School of Economics            | Making Europe Work (forthcoming)                                            |
| 2008  | Richard Layard Stephen Nickell        | London School of Economics Nuffield College                 | Combatting Unemployment                                                     |
| 2009  | Richard Easterlin                     | Université de Californie du Sud                             | Happiness, Growth, and the Life Cycle                                       |
| 2010  | Francine Blau                         | Université Cornell                                          | Gender and Inequality                                                       |
| 2011  | George J. Borjas Barry Chiswick       | Université Harvard Université George-Washington             | Immigration and the Labor Market (forthcoming)                              |
| 2012  | Richard Blundell                      | University College de Londres                               | Taxation and Labour Supply (forthcoming)                                    |
| 2013  | Daniel S. Hamermesh                   | Université du Texas à Austin et Royal Holloway              | Labour Demand (forthcoming)                                                 |
| 2014  | Gary S. Fields                        | Université Cornell                                          | Employment and Development (forthcoming)                                    |
| 2015  | Jan Švejnar                           | Université Columbia                                         | Economics of Transition (forthcoming)                                       |
| 2016  | Claudia Goldin                        | Université Harvard                                          |                                                                             |
| 2018  | Joseph Altonji                        | Université Yale                                             |                                                                             |
| 2020  | Lawrence F. Katz                      | Université Harvard                                          |                                                                             |

## Prix IZA du jeune économiste du travail
En 2006, l'IZA a également créé le prix IZA du jeune économiste du travail (IZA Young Labour Economist Award) pour honorer un remarquable article publié en économie du travail rédigé par des chercheurs de moins de 40 ans au moment de la publication. La somme de 5 000 euros est partagée entre les auteurs Winners include.
Les gagnants comprennent :
| Année de l'attribution | Auteurs                                                          | Année de publication |
| ---------------------- | ---------------------------------------------------------------- | -------------------- |
| 2006                   | Enrico Moretti                                                   | 2004                 |
| 2007                   | Oriana Bandiera, Iwan Barankay, Imran Rasul                      | 2005                 |
| 2008                   | Fabian Lange                                                     | 2007                 |
| 2009                   | Alexandre Mas                                                    | 2008                 |
| 2010                   | Raj Chetty                                                       | 2008                 |
| 2011                   | Johannes Abeler, Steffen Altmann, Sebastian Kube, Mathias Wibral | 2010                 |
| 2012                   | Scott Carrell et Mark Hoekstra                                   | 2010                 |
| 2013                   | Martha Bailey, Brad Hershbein et Amalia Miller                   | 2012                 |
| 2014                   | Brian K. Kovak                                                   | 2013                 |
| 2015                   | Reed Walker                                                      | 2013                 |
| 2017                   | Magne Mogstad                                                    | 2013                 |
| 2019                   | Leah Boustan et Philipp Kircher                                  |                      |
| 2021                   | Patrick Kline                                                    |                      |